# Пропліопітек
Пропліопітек (Propliopithecus, від грец. pro — «перед», «раніше» і пліопітек) — рід викопних невеликих людиноподібних мавп.
Давність — 30-35 млн років. Фрагмент нижньої щелепи знайдений в околицях оази Ель-Фаюм (на південь від Каїра) в нижньоолігоценових шарах разом з нижньою щелепою парапітека.
За будовою коронок зубів пропліопітек близький парапітеку. Від пропліопітека, очевидно, пішли пліопітеки.
Вимерли кілька мільйонів років тому. На думку деяких учених, пропліопітек, як і парапітек, — віддалений загальний предок людиноподібних (вкл. й саму людину), є початком стовбура філогенетичного дерева, яке розгалужується на 2 гілки: людей і людиноподібних мавп.